# Điện ảnh Faroe
Điện ảnh Faroe (tiếng Faroe: Føroyskir filmar) là tên gọi ngành công nghiệp Điện ảnh của Quần đảo Faroe.

## Lịch sử hình thành và phát triển
Điện ảnh Faroe chưa có một lịch sử phát triển lâu dài. Với dân số nhỏ và chi phí sản xuất phim cao, Điện ảnh Faroe mới chỉ bắt đầu xuất hiện vào năm 1989.

### Nhà làm phim tên tuổi
- Katrin Ottarsdóttir
- Johan Rimestad